# Velký Valtinov
Velký Valtinov (deutsch Groß Walten) ist eine Gemeinde des Okres Česká Lípa in der Region Liberec im Norden der Tschechischen Republik. Sie liegt südlich des Lausitzer Gebirges und drei Kilometer südwestlich von Jablonné v Podještědí (Deutsch Gabel) im Tal des Baches Panenský potok (Jungfernbach).

## Gemeindegliederung
Für die Gemeinde Velký Valtinov sind keine Ortsteile ausgewiesen. Grundsiedlungseinheiten sind Růžové (Rosenthal), Tlustce (Tölzelsdorf) und Valtinov (Walten). Zu Velký Valtinov  gehört außerdem die Ansiedlungen Františkov (Franzendorf) und Tlustecká (Tolzbach).